# Pedionis contrasta
Pedionis contrasta är en insektsart som beskrevs av Hamilton 1980. Pedionis contrasta ingår i släktet Pedionis och familjen dvärgstritar. Inga underarter finns listade i Catalogue of Life.